# John, I’m Only Dancing
«John, I’m Only Dancing» — сингл Дэвида Боуи, выпущенный в сентябре 1972 года.

## Запись песни
Широко распространилось мнение, что песня затрагивает гомосексуальные отношения: герой просит своего парня, чтобы тот не обращал внимания на девушку, с которой он «всего лишь танцует». Однако в январе 1972 года, ещё до выхода сингла, артист дал откровенное интервью журналу Melody Maker, и поэтому данная тема не повлияла на ротацию сингла на британском радио, где он стал первым последовательным хитом Боуи. Тем не менее, в Top of the Pops был запрещён поставленный Миком Роком музыкальный видеоклип с участием андрогинных танцоров из труппы пантомимы Линдси Кемпа.
Лейбл RCA счёл песню слишком непристойной, и она не издавалась в Америке вплоть до появления на сборнике Changesonebowie в 1976 году. В то время как строки «Джон, я всего лишь танцую / Она волнует меня / Но я всего лишь танцую» давно стали считаться гомосексуальным поддразниванием, автор Николас Пегг утверждает, что герой песни «мог с такой же лёгкостью быть гетеросексуалом, успокаивающим возлюбленного девушки». Как вариант было предположено, что автор написал песню в ответ на уничижительный комментарий, сделанный Джоном Ленноном, о переодевании Боуи в женскую одежду.
20 января 1973 года во время звукозаписывающей сессии альбома Aladdin Sane трек был повторно записан в немного отличающейся аранжировке с участием саксофониста Кена Фордхэма. Часто называемый «саксофонной версией», он был выпущен как сингл в апреле 1973 года с тем же каталожным номером, что и первое издание. Саксофонная версия, которую сочли превзошедшей оригинал, также появилась на первых тиражах Changesonebowie, но позднее была заменена первоначальной версией сингла. В 1974 году полностью переделанная, вдохновлённая фанком версия была записана как «John, I’m Only Dancing (Again)».

## Список композиций
1. «John, I’m Only Dancing» (Боуи) — 2:43
2. «Hang on to Yourself» (Боуи) — 2:38

## Участники записи
- Дэвид Боуи — вокал, гитара, продюсер
- Мик Ронсон — гитара
- Тревор Болдер — бас-гитара
- Мик Вудманси — ударные
- Кен Скотт — продюсер

## Концертные версии
- Ранее неизданная запись выступления в Boston Music Hall 1 октября 1972 года была выпущена на бокс-сете Sound and Vision.
- Концертная версия, записанная в Santa Monica Civic Auditorium 20 октября 1972 года, была выпущена на Live Santa Monica ’72. Тот же трек был издан на бонусном диске к Aladdin Sane — 30th Anniversary Edition в 2003 году.
- Запись с живого выступления во время тура 1974 года распространялась на полулегальном A Portrait in Flesh.

## Другие релизы
- Сингл «Starman», выпущенный в Португалии в сентябре 1972 года, включал «John, I’m Only Dancing» на стороне «Б».
- В ноябре 1972 года песня была выпущена на стороне «Б» сингла «The Jean Genie» в Японии.
- Она также появилась на стороне «Б» сингла «Cracked Actor», выпущенного в Восточной Европе в июне 1973 г.
- Саксофонная версия была выпущена на бонусном диске юбилейного издания Aladdin Sane 2003 г.
- Она появилась на следующих сборниках:
  - ChangesOneBowie (1976) — первая тысяча экземпляров включала «саксофонную версию», остальные — оригинал[4][7]
  - The Best of Bowie (1980) — саксофонная версия
  - Sound and Vision (1989) — саксофонная версия
  - Changesbowie (1990)
  - The Singles Collection (1993)
  - The Best of 1969/1974 (1997) — саксофонная версия
  - Best of Bowie (2002)
  - The Best Glam Rock Album in the World…Ever (различные исполнители)

## John, I’m Only Dancing (Again)
«John, I’m Only Dancing (Again)» — сингл Дэвида Боуи. Он был перезаписью трека Боуи 1972 года «John, I’m Only Dancing», сделанной во время звукозаписывающих сессий для альбома Young Americans. Пролежавшая пять лет на полке перезапись включает в значительной степени элементы фанка и имеет некоторые общие черты с песней «Stay», записанной для альбома Station to Station в 1976 году. После относительных неудач в чартах синглов с альбома Lodger этот сингл позволил Боуи в какой-то степени расширить свою аудиторию в период, когда его музыка воспринималась всё чаще как сложная и экспериментальная.
Первоначально имевший продолжительность 6:57, трек был сокращён для 7-дюймового сингла, но полная версия была выпущена на 12-дюймовом виниле, после которого Боуи будет регулярно выпускать в Великобритании 12-дюймовые издания. На вторую сторону пластинки была записана оригинальная версия «John, I’m Only Dancing». Несокращённая 12-дюймовая версия была включена в качестве бонус-трека в ремастерированное издание Young Americans, выпущенного лейблом Rykodisk/Emi в 1991 году.

### Список композиций
- Автор текстов и музыки на всех треках — Дэвид Боуи.

7": RCA / BOW 4 (Великобритания)
1. «John, I’m Only Dancing (Again)» — 3:26
2. «John, I’m Only Dancing (1972)» — 2:43

7": RCA / 11886 (США)
1. «John, I’m Only Dancing (Again)» — 3:26
2. «Golden Years» — 4:03

7": RCA / 11887 (США)
1. «John, I’m Only Dancing (1972)» — 2:43
2. «Joe The Lion»

12": RCA / BOW 12 4 (Великобритания)
1. «John, I’m Only Dancing (Again)» — 6:57
2. «John, I’m Only Dancing (1972)» — 2:43

### Участники записи
- Дэвид Боуи — вокал, гитара, фортепиано, продюсер на «John, I’m Only Dancing (Remix)»
- Карлос Аломар — гитара на «John, I’m Only Dancing (Again)»
- Вилли Уикс — бас-гитара на «John, I’m Only Dancing (Again)»
- Энди Ньюмарк — ударные на «John, I’m Only Dancing (Again)»
- Майк Гарсон — фортепиано на «John, I’m Only Dancing (Again)»
- Дэвид Санборн — саксофон на «John, I’m Only Dancing (Again)»
- Ларри Вашингтон — конга на «John, I’m Only Dancing (Again)»
- Лютер Вандросс, Робин Кларк, Ава Черри — бэк-вокал на «John, I’m Only Dancing (Again)»
- Мик Ронсон — гитара на «John, I’m Only Dancing (Remix)»
- Тревор Болдер — бас-гитара на «John, I’m Only Dancing (Remix)»
- Мик Вудманси — ударные на «John, I’m Only Dancing (Remix)»
- Кен Скотт — продюсер на «John, I’m Only Dancing (Remix)»
- Тони Висконти — продюсер на «John, I’m Only Dancing (Again)»

### Другие релизы
- Несокращённая 12-дюймовая версия была включена в качестве бонус-трека в ремастерированное издание Young Americans, выпущенного лейблом Rykodisc в 1991 году, а также в Collectors Edition того же альбома в 2006 году.
- Появилась на нескольких сборниках:
  - The Best of 1974/1979 (1998)
  - ChangesTwoBowie (1981)
  - Rare (1982)

### Кавер-версии
- Creem — Ashes to Ashes: A Tribute to David Bowie